# جون بي أيريش
جون بي أيريش (بالإنجليزية: John P. Irish)‏ هو رئيس تحرير صحيفة أمريكي، ولد في 1843، وتوفي في 1923.